# Robert Levasseur
Robert Levasseur (París, 27 de gener de 1898 - Biarritz, Lapurdi, 25 de maig de 1974) va ser un jugador de rugbi a 15 francès que va competir a començaments del segle xx.
El 1920 va ser seleccionat per jugar amb la selecció francesa de rugbi a 15 que va prendre part en els Jocs Olímpics d'Anvers, on guanyà la medalla de plata. A nivell de clubs jugà en equips de la capital francesa: SS Primevères, CASG Paris, l'Olympique, Stade français i l'AS Bourse.